# この1巻がキテる!
この1巻がキテる!とは、日本出版販売が運営する漫画フェアの名称である。ヒットの可能性を秘めた作品をいち早く見つけ、全国書店で仕掛け販売・店頭フェアを行う。まだ知名度が低いものの今後伸び代のあるコミック作品を、販売直後の売上率推移や、特定の店舗・エリアでの局地的な販売数の伸びなどの多角的な観点から選定する。

## 第一弾
『俺物語!!』（河原和音・アルコ）
内容
少女漫画でありながら、険しくいかつい顔の高校一年生・剛田猛男を主人公にした異色設定のラブコメ。純情で男気溢れる猛男、イケメンの親友砂川、ピュアな女子高生大和等、個性的なキャラクターが特徴。
選定理由
発売当初から書店員を中心とするマンガ好きの間で話題になり、積極的な店頭展開を行っていた一部書店で売れ行き良好だった。

## 第二弾
『空が灰色だから』（阿部共実）
内容
少年少女らを中心に、“うまくいかない”日常をコミカルかつ痛々しく描くオムニバス作品集。
選定理由
pixivやブログ等のwebで発表していた作品が人気を集めていた著者・阿部共実の初の単行本で、発売直後に完売店が続出した。

## 第三弾
『孔明のヨメ。』（杜康潤）
内容
三国志の天才軍師・諸葛亮孔明と妻・月英の新婚生活を史実を交えて描く、歴史モノとラブコメディの要素を併せ持った新感覚4コマ漫画。
選定理由
著者は新書館「坊主DAYS」でロングヒットした注目作家の杜康潤で、本作はストーリーの特色から、4コマファンの男性、歴史好きの女性の双方を取り込み、発売直後には完売店が続出、その後も順調に売上を伸ばした。

## 第四弾
『ばくおん!!』（おりもとみまな）
内容
女子高生×バイクの異色コメディ。
HONDAを始めとした実在のバイクが多数登場し、バイクファンにも支持される一作。
選定理由
購入者は萌え系、学園コメディ好きにとどまらず、バイク雑誌・バイクコミックとの併売が多いのが特徴。
2012年3月の第1巻発売当初から完売状態が続いていたため。

## フェアキャラクター
- コミックマ